# Montes de Kodori
Los montes de Kodori o sierra de Kodori (en georgiano: კოდორის ქედი) es una cadena montañosa del Gran Cáucaso, al oeste de la República de Abjasia, aunque de iure es parte de la República Autónoma de Abjasia de Georgia.

## Geografía
Se inicia en la vertiene sur de las Montañas del Cáucaso en dirección este del pico Gvandra. Tiene una longitud de casi 75 kilómetros de noreste a sudeste. Por el norte está delimitada por el valle del río Saken, origen del río Kodori, y por el sudeste por el valle del río Inguri y la confluencia del río Nenskri.
Las cumbres son afiladas, y los picos más altos son el Moguashirja (3850 m) y el Jarijra (3750 m), y se encuentran en el noreste de la cordillera.
El origen de las montañas es predominantemente volcánico, con rocas sedimentarias y pizarras arcillosas.
En la vertiente sur se localiza la ciudad de Tkvarcheli, completamente rodeada de montañas.